# Philipp de Paly
Philipp de Paly (* 18. September 1993 in Kaufbeuren) ist ein deutscher Eishockeyspieler, der zuletzt beim ECDC Memmingen in der Eishockey-Oberliga spielte.

## Karriere
Philipp de Paly begann seine Spielerkarriere in der Saison 2006/07 beim ESV Kaufbeuren in der U16-Mannschaft, die an der Schüler-Bundesliga teilnahm. Er durchlief den Nachwuchsbereich des ESV Kaufbeuren bis zur U18-Mannschaft, die in der deutschen Nachwuchsliga spielte, ehe er in der Saison 2011/12 die ersten drei Spiele für die Profimannschaft in der 2. Eishockey-Bundesliga absolvierte. In der Saison 2012/13 gehörte er nach wie vor der Jugendmannschaft an, kam parallel aber schon auf 27 Spiele für die Profimannschaft. Ab der Saison 2013/14 war er fester Bestandteil der Kaufbeurer DEL2-Mannschaft. 2014 wechselte er innerhalb der DEL2 zu den Ravensburg Towerstars, ehe er zur Saison 2017/2018 nach Kaufbeuren zurückkehrte. 
In der Saison 2020/2021 spielte de Paly beim ECDC Memmingen in der Oberliga Süd. In der Saison 2021/2022 kam es aufgrund einer Verletzung zu keinem Einsatz. Seitdem pausiert er seine Tätigkeit als Spieler.